# Huaca San Pedro
La Huaca San Pedro es un sitio arqueológico ubicado en Chimbote, departamento de Áncash, Perú. Es la única huaca ubicada dentro la ciudad de Chimbote. Actualmente la huaca luce bastante desgastada.
Está huaca la construyeron los mochicas entre los siglos II y VIII d. C. Está construido en adobe y forma piramidal con dimensiones de 10 metros de altura y 110 metros de largo.
Fue declarado Patrimonio Cultural de la Nación el 7 de mayo de 2000. En el 2020 se halló, cerca de la Huaca San Pedro, un entierro junto con unas vasijas luego de realizarse trabajos de excavación para la instalación de tuberías de gas natural. En el 2022 se inició la activación cultural de este sitio arqueológico a través de diversas actividades como: presentaciones artísticas, recorridos, talleres artísticos, entre otros, a cargo del Ministerio de Cultura, la Municipalidad Provincial del Santa y la Estrategia Multisectorial Barrio Seguro.
En 1976 la Municipalidad Provincial del Santa autorizó construir un campo deportivo con tribunas en la cima de la huaca, además dio permiso para que junto al templo arqueológico se construya un centro educativo sin tomar en cuenta su valor cultural.